# 意識形態的終結
意识形态的终结：50年代政治觀念衰微之考察（The End of Ideology: On the Exhaustion of Political Ideas in the Fifties）是丹尼尔·贝尔于1960年出版的论文集。他认为，政治意识形态在 "理智 "的人中已经变得无关紧要，随着富裕福利国家以及不同群体之间制度化的谈判的兴起，旨在推翻自由民主的革命运动将不再能够吸引工人阶级參與。